# Balnibarbi
Balnibarbi es un país ficticio presentado en la novela "Los viajes de Gulliver", de Jonathan Swift.
La capital de Balnibarbi es una ciudad o fortaleza flotante llamada Laputa, en donde reside su rey. Como los habitantes de la fortaleza flotante, los hombres de Balnibarbi son distraídos y caprichosos, y tienen en alta estima la ciencia, la astronomía, la música y la matemática, aunque nunca en el grado que se da en la ciudad capital.
La ciudad terrestre más importante de Balnibarbi es Lagado, de aproximadamente la mitad del tamaño de Londres en 1770. La ciudad es famosa por su Gran Academia de Proyectistas, donde se reúnen sabios de todas las profesiones. Lemuel Gulliver visitó la academia, donde pudo presenciar experimentos para obtener energía solar de pepinos, crear sedas de araña resistentes y reducir el lenguaje a un conjunto de sustantivos monosílabos, entre todos. Todos los experimentos eran razonablemente coronados con el más absoluto fracaso, pero eso nunca echó por tierra la reputación de la academia.
La segunda ciudad más importante de Balnibarbi es Lindalino, famosa por rebelarse a la autoridad del rey y su fortaleza voladora. Para tal fin, lograron derrotar el asedio de la isla flotante usando torres imantadas capaces de derribar a la ciudad de Laputa.

## Sátira
La relación entre Balnibarbi y Laputa es una sátira de la relación de sumisión y dominación de Gran Bretaña sobre la isla de Irlanda, siendo Balnibarbi esta segunda.
Swift, como buen irlandés, consciente de los sufrimientos que la dominación británica inflingía a su pueblo, se refiere a Gran Bretaña con el nombre de "La Puta", con la intención de reflejar un más que evidente desdén hacia ella.